# 浦安文学賞
浦安文学賞（うらやすぶんがくしょう）は、日本の文学賞。
1990年、うらやすニュース創刊10周年を記念して創設された。主催は、浦安ニュース社。後援は、浦安市、浦安市教育委員会。選考委員は、作家の渡辺淳一。応募資格は、特になし。種目は、未発表の小説作品。ジャンルは問われない。1万2000字（400字詰め原稿用紙30枚）以内。賞金は、浦安文学賞（1人）が20万円、佳作（2人）が5万円、奨励賞（若干名）が各1万円。2008年、うらやすニュース休刊に伴い、第19回をもって幕を下ろす。第18回受賞の実川れおは、第30回吉野せい賞を受賞している。